# فاسيليوس سكوريس
فاسيليوس سكوريس (باليونانية: Βασίλειος Σκουρής؛ مواليد 6 مارس 1948) هو قاضٍ يوناني شغل منصب رئيس محكمة العدل الأوروبية من عام 2003 حتى عام 2015. كعالم قانوني أوروبي، خدم لفترة وجيزة في حكومة اليونان كوزير للداخلية في عامي 1989 و1996. وهو أستاذ في كلية الحقوق بجامعة أرسطو وفي كلية بوسريوس للحقوق في هامبورغ، ألمانيا.

## السنوات الأولى والتعليم
وُلد سكوريس في 6 مارس 1948 في سالونيك، اليونان.
تخرج بدرجة في القانون من الجامعة الحرة في برلين عام 1970، وحصل لاحقًا على الدكتوراه في القانون الدستوري والإداري من جامعة هامبورغ عام 1973. في عام 1978 أصبح أستاذًا للقانون العام في جامعة بيليفيلد، وفي عام 1982 أستاذًا للقانون العام في جامعة سالونيك. خلال الفترة من 1972 إلى 1977، كان يدرّس القانون في جامعة هامبورغ.

## وزير الداخلية اليوناني
بعد حل البرلمان اليوناني في عام 1989، شغل سكوريس منصب وزير الداخلية لفترة وجيزة خلال الحكومة الانتقالية. ثم شغل المنصب مرة أخرى لفترة قصيرة في عام 1996.

## مناصب بارزة
شغل سكوريس منصب رئيس الجمعية اليونانية للقانون الأوروبي بين عامي 1992 و1994، ومدير مركز القانون الاقتصادي الدولي والأوروبي في عام 1997، ورئيس المجلس الاقتصادي والاجتماعي اليوناني في عام 1998. كما شغل منصب عضو في اللجنة العلمية لوزارة الخارجية اليونانية بين عامي 1997 و1999، وعضو في المجلس الإداري للكلية الوطنية اليونانية للقضاة بين عامي 1995 و1996، وعضو في اللجنة الوطنية اليونانية للبحوث بين عامي 1993 و1995، وعضو في المجلس الأعلى لاختيار الموظفين المدنيين اليونانيين بين عامي 1994 و1996، وعضو في المجلس الأكاديمي لأكاديمية القانون الأوروبي في عام 1995. كما كان عضوًا في مجلس الأوصياء لأكاديمية القانون الأوروبي في ترير.
منذ 10 مايو 2017، أصبح الرئيس الثاني للغرفة القضائية في لجنة الأخلاقيات في الفيفا، خلفًا للألماني هانز يواكيم إيكيرت.

## محكمة العدل الأوروبية
في 8 يونيو 1999، وافقت الدول الأعضاء في الاتحاد الأوروبي على تعيين سكوريس في محكمة العدل التابعة للجماعات الأوروبية، أو محكمة العدل الأوروبية. بعد انتهاء فترة ولايته الأولى، انتخبه قضاة المحكمة رئيسًا لهم في 7 أكتوبر 2003، ومرة أخرى في 7 أكتوبر 2009. خلفه كوين لينارتس، الذي كان نائبًا للرئيس منذ عام 2012، في منصب الرئيس في 8 أكتوبر 2015.

### أحكام بارزة
ترأس الرئيس سكوريس عدة أحكام تاريخية منذ انضمامه إلى المحكمة، بما في ذلك قضية B.F. Cadman ضد Health & Safety Executive (C-17/05)، التي تم البت فيها عام 2006، والتي قضت بأن جداول الأجور القائمة على الأقدمية لا تعتبر تمييزًا على أساس الجنس، إلا إذا تم إثبات العكس بأن الأقدمية لم تكن العامل التمييزي. ومن بين القضايا البارزة الأخرى قضية Brian Francis Collins ضد Secretary of State for Work and Pensions (C-138/02)، التي تم البت فيها عام 2004، والتي ألغت قانونًا تمييزيًا يتعلق بمزايا التوظيف في المملكة المتحدة، مما سمح بالوصول إلى المزايا لأولئك الذين يحملون جنسية دولة في الاتحاد الأوروبي، وقضية Commission of the European Communities ضد Federal Republic of Germany C-112/05 التي ألغت "قانون فولكسفاغن"، على الرغم من معارضة الحكومة الألمانية والنقابات العمالية. وفي قضية "فايكنغ"، الاتحاد الدولي لعمال النقل، نقابة البحارة الفنلندية ضد Viking Line ABP, OÜ Viking Line Eesti (C-438/05)، التي تم البت فيها عام 2007، تم تحديد أن صاحب العمل الذي يسعى إلى العمالة ذات التكلفة الفعالة في دولة عضو لا يمكن أن تُنتهك امتيازات حرية العمل الخاصة به من قبل النقابات العمالية إلا إذا كان هدف النقابة هو حماية العمال وفقًا للمصلحة العامة.

### قضايا أخرى بارزة
من بين القضايا البارزة الأخرى قضية كولمان ضد أتريدج لو، التي قضت فيها المحكمة بأن أمًا تم إنهاء عملها بسبب طلبها ساعات عمل محددة لرعاية طفل معاق كانت تستحق الحماية من التمييز بسبب الإعاقة. وألغت المحكمة قانونًا في المملكة المتحدة كان يسمح بالحماية فقط للفرد المعاق نفسه. نتيجةً لذلك، أصبح التمييز الارتباطي جزءًا من قانون المساواة البريطاني لعام 2010.

### خلافات
في عام 2009، أصدرت المحكمة قرارًا تاريخيًا في قضية أبوستوليدس ضد أورامز، الذي أجبر مالك فيلا سياحية من المملكة المتحدة على التخلي عن حقوقه في الملكية لصالح ضحايا الغزو التركي لقبرص عام 1974، الذين فروا وفقدوا أراضيهم. تم التشكيك في حيادية الرئيس سكوريس بسبب قبوله الطوق الكبير لوسام مكاريوس الثالث من جمهورية قبرص في عام 2006، وزياراته لقيادة الجزء الجنوبي من الجزيرة، حيث لا يزال العديد من اللاجئين، قبل أشهر من صدور الحكم.

## الخطب والآراء
في خطاب ألقاه عام 2004، أشار الرئيس سكوريس إلى اعتقاده بأن محكمة العدل الأوروبية تعمل كمحكمة عليا وليس فقط كمحكمة دستورية.
في خطاب ألقاه عام 2006 في المؤتمر الأوروبي حول مبدأ التفويض، وصف دور مبدأ التفويض في عمل المحكمة، وربطه بالرسالة العامة Quadragesimo anno. وقال: "ما يمكن للأفراد القيام به بمبادرتهم الخاصة وبجهودهم الذاتية، لا ينبغي انتزاعه منهم وتخصيصه للمجتمع، لأنه سيكون ضد العدالة أن تتولى الكيانات الكبرى ما يمكن للكيانات الصغيرة تحقيقه وإنجازه بنجاح... التفويض يحمي المجتمعات الصغيرة من أن تُحرم من المهام من قبل سلطة مركزية إلى حد أكبر مما هو ضروري." كما ناقش التناسب، الذي قال إنه "يحمي الأفراد من تقييد حقوقهم بشكل غير ضروري من خلال إجراء يفيد المجتمع."
في عام 2007، زار جامعة ساوثرن ميثوديست في كلية ديدمان للحقوق في دالاس، برفقة قضاة من المحكمة العليا الأمريكية، وحضر فعاليات في جمعية دالاس للمحامين ولجنة دالاس للعلاقات الخارجية، بينما ألقى خطابًا حول دور محكمة العدل الأوروبية في الاتحاد الأوروبي أمام غرفة تجارة دالاس الكبرى الموالية للأعمال.
في احتفال الذكرى الخمسين للمحكمة عام 2009، تحدث الرئيس سكوريس عن السنوات الأولى للمحكمة التي امتنعت فيها عن النظر في قضايا الحقوق الأساسية للأفراد داخل كل دولة، ولكن مع ميثاق الحقوق الأساسية للاتحاد الأوروبي، أعرب عن رغبة في تحسين حقوق المواطنين في الدول الأعضاء وفقًا لذلك.

## الأوسمة والجوائز
حصل على أوسمة شرفية من حكومات اليونان وإيطاليا وقبرص ورومانيا والنمسا وفرنسا. وهو حاصل على رتبة قائد في وسام جوقة الشرف الوطني لجمهورية فرنسا. وهو عضو مراسل في أكاديمية أثينا (Ακαδημία Αθηνών). كما حصل على الدكتوراه الفخرية من: الكلية الإدارية في شباير (ألمانيا)، جامعة فيلنيوس (ليتوانيا)، جامعة ديموقريطوس في تراقيا، جامعة مونستر (ألمانيا)، جامعة أثينا، وجامعة بوخارست، وجامعة باريس 2 بانتيون-آساس، وجامعة ماساريك (برنو)، جامعة بانتيون (أثينا)، وجامعة هايدلبرغ.